# Свободная Грузия
«Свободная Грузия» («Заря Востока», «Вестник Грузии») — грузинская газета, издаваемая на русском языке.

## История
Газета «Заря Востока» была основана 3 мая 1922 года как орган Закавказского крайкома Коммунистической партии (большевиков). С приданием Грузинской ССР союзного статуса в 1936 году газета стала республиканской.
Сотрудниками «Зари Востока» в своё время были Исаак Бабель, Владимир Маяковский, Сергей Есенин.
Газета выходила в Тбилиси 6 раз в неделю. В 1957 году «Заря Востока» в связи с 35-летием и с выходом в свет 10-тысячного номера была награждена орденом Трудового Красного Знамени. В 1972 году тираж газеты составлял 130 тыс. экземпляров.
В начале 1991 года постановлением Совета министров Грузии были объединены газеты «Свободная Грузия» и «Молодежь Грузии» и на их базе создана газета «Вестник Грузии», просуществовавшая под этим названием всего три месяца.
С 10 апреля 1991 года газета стала выходить под названием «Свободная Грузия».
В 1993 году было создано ООО «Свободная Грузия». Оно выпустило ряд приложений к газетам: «Российский Вестник», «Россия сегодня», «Народная газета», «Бизнес».
В 1997 году у газеты появилась интернет-версия.
К началу XXI века «Свободная Грузия» являлась единственной общенациональной газетой, выходившей на русском языке. Газета перестала быть ежедневной и выходила трижды в неделю, с 2006 года — раз в неделю, а тираж упал до 3 тысяч экземпляров.
В апреле 2011 года выход газеты был приостановлен.

## Редакция
- Григорьян, Ваган Григорьевич — ответредактор (1933-1946).
- Главный редактор — Тато Ласхишвили.
- Редакционная коллегия: Елена Чачуа (первый заместитель главного редактора), Артем Акопов (заместитель главного редактора, ответственный секретарь), Тамаз Ломсадзе (заместитель главного редактора).